# Nina Rodrigues
Nina Rodrigues est une municipalité brésilienne située dans l'État du Maranhão.